# اندیس تراورتن مادر مکسان بزمان
تراورتن مادر مکسان بزمان یک اندیس مصالح ساختمانی است که در حوالی شهر بزمان استان سیستان و بلوچستان قرار دارد و مادهٔ معدنی موجود در آن، تراورتن است.سنگ میزبان این اندیس تراورتن است و دیرینگی آن به دوران نئوژن می‌رسد. 